# Peter Warren
Peter Warren (Hempstead (New York), 21 november 1935) is een Amerikaanse jazzmuzikant (contrabas, cello) van de modernjazz en nieuwe improvisatiemuziek.

## Biografie
Warren komt uit een muzikantenfamilie, debuteerde op 17-jarige leeftijd in de Carnegie Hall en studeerde aan het Adelphi College en de Juilliard School. Aanvankelijk werkte hij als cellist op het gebied van klassieke muziek, onder meer als lid van het Atlanta Symphony Orchestra. Vervolgens veranderde hij van genre en speelde hij contrabas, aanvankelijk in de shows in Las Vegas. In 1966 ging hij op tournee met het Tommy Dorsey Orchestra om tot 1969 met Dionne Warwick te werken. Hij studeerde ook bij Chuck Israels, speelde bij Herbie Mann en vormde samen met David Izenzon en acht andere bassisten de New York Bass Revolution. In 1970 verhuisde hij naar Europa. Daar nam hij zijn debuutalbum Bass Is op (samen met drie andere contrabassisten). Hij werkte ook samen met Jean-Luc Ponty, Joachim Kühn, Terumasa Hino, John Tchicai en de Zwitserse groep Wiebelfetzer, met Tomasz Stańko en Edward Vesala, Albert Mangelsdorff, Masahiko Satō en met Rolf Kühn, met wie hij ook platen opnam voor Europese labels. Hij trad ook op met Carla Bley, Michel Portal en Anthony Braxton. Nadat hij in 1974 terugkeerde naar New York, maakte hij deel uit van de band van Jack DeJohnette, met wie hij albums opnam als Special Edition (1979) en Tin Can Alley (1980) en internationaal toerde en festivals speelde tot 1983.
In 1981 nam hij zijn album Solidarity op, dat is opgedragen aan de nagedachtenis van Stu Martin. In 1982 richtte hij zijn eigen fusionband op met John Scofield en Mike Stern. Later wendde hij zich tot improvisatiemuziek en werkte hij in de regio Boston met een verscheidenheid aan muzikanten, waaronder Ken Vandermark. In 1994 formeerde hij de twee improvisatie-ensembles Cheap Suit Serenaders en Elastic Consort. Met Matt Samolis, de fluitist van Elastic Consort, werkte hij intensief aan de stalen cello, een geluidssculptuur gemaakt van gestemde staaldraden en bekkens. De afgelopen jaren heeft hij zich vooral gericht op het bespelen van bekkens. Hij treedt ook op (2008) met het Metal and Glass Ensemble en het Glenn Dickson Acoustic Ambient Ensemble. 
Warren was actief als docent aan verschillende Europese en Amerikaanse universiteiten en als auteur van het vaktijdschrift Bass Player.

## Discografie
- 1970: Bass Is (Enja Records met Dave Holland, Jaime Faunt, Glen Moore, Chick Corea, John Surman, Barry Altschul, Steve Hauss, Stu Martin)
- 1981: Solidarity (JAPO Records, met John Purcell, John Scofield, Jack DeJohnette, Ray Anderson)
- 2001: Bowed Metal Music (met Matt Samolis)

als sideman
- 1971: Albert Mangelsdorff Spontaneous (Enja Records)
- 1976: Tomasz Stańko TWET – Polish Jazz vol. 39